# 由月理帆
由月 理帆（ゆづき りほ、1982年8月1日 - ）は、日本のAV女優。
血液型A型。身長154cm。スリーサイズ:バスト83cm（Eカップ）・ウエスト59cm・ヒップ80cm。

## 略歴
東京都出身。2001年頃にAVデビュー。

## 出演

### アダルトビデオ
2001年
- 由月理帆の卒業（10月、アイルビークリエイト）
- 卒業 2（10月26日、アイルビークリエイト）
- 青い性欲（12月7日、ドグマ）

2002年
- 淫悪戯（いたずら）りほ（2月8日、グローリークエスト）
- 白人マッチョと×××（5月1日、アイデアポケット）他出演:山口絵梨、岩下美希、藤沢ルイ
- 発情ダブルま〇こ（5月6日、ドグマ）共演:岬じゅん
- マン汁塾 11 ロ●ータ編（5月7日、エクストリーム）共演:樹若菜
- 青空ぶっかけサークル（6月7日、ナチュラルハイ）
- プチプレス 02（6月20日、エー・エス・ジェイ）共演:和見あい
- BLACK GANG BANG riho×wakana（6月8日、アイデアポケット）共演:樹若菜
- 私立桃色女学館 第2期（7月10日、桃太郎映像出版）他出演:春野うらら、安西エミリ
- ブルマ◆ニンジャ（7月19日、ナチュラルハイ）共演:堤さやか、安西ゆみこ、紅葉雫
- egego 49 Riho（8月7日、エクストリーム）
- 糞女優（8月17日、ナチュラルハイ）共演:倉本安奈、安西ゆみこ、浅倉みるく
- 中出しだぴょん！（9月8日、エピソード）
- 留守番ロリま●こ（9月20日、ナチュラルハイ）共演:安西雫、坂本ゆう
- 癒しGirl（9月22日、SEX DOLL）
- クロロフォルム残虐レイプ（9月22日、masochism）
- Cutie Honeys（10月18日、LEO）他出演:梅宮しずか、岬すなお、稲葉潤美
- 連邦軍が捕まってあんなことも！こんなことも！完全版（10月25日、ケイ・エム・プロデュース）共演:宝生奈々
- 超個人的ファイル 01（11月20日、クロスフィールド）
- ねこねこ狂騒曲（11月20日、クロスフィールド）他出演:長瀬愛、小林里実、森乃ひよこ
- 「I LOVE YOU」（11月21日、ビデオバンク）
- 美少女飲尿白書（11月29日、アルファーインターナショナル）共演:楠木さやか
- レズ・ミッション2（12月15日、MOODYZ）共演:デヴィ、松葉まどか、ナンシー
- ミニレズ 6人祭。（12月20日、メディアバンク）他5名共演

2003年
- 4人のプライベートセックス（1月24日、LEO）他出演:かわいかおる、柴田こずえ、本田香織
- 暴縛調教 聖◆処女（2月6日、アイエナジー）
- DOUBLE EYE VOL.04（2月19日、ドリームチケット）共演:内藤花苗
- ドリーム学園6（4月1日、MOODYZ）共演:渡瀬晶、黒崎扇菜、泉星香、樹若菜、いしかわ愛里
- ロリータ外国人乱交（4月15日、MOODYZ）共演:矢田あき、妹川尚子
- ナース6人斬り（4月19日、アイエナジー）他出演:西村あみ、若杉由菜、愛葉ゆうき、渡部葵、夢見はな
- 淫行ロワイヤルレズビアン学園（5月23日、ビッグモーカル）共演:西村あみ、青山くるみ、早坂春菜、澤村美旺　他
- 裸のお仕事 すっぴんドキュメント（6月20日、KUKI）他出演:小泉ゆり、りん
- 糞女優（7月5日、ナチュラルハイ）共演:双葉このみ
- 狙われたアイドル（8月31日、KUKI）共演:加山由衣、滝沢あや、平井まりあ、松沢はな　他
- 桃尻学園白書 放課後の誘惑（11月28日、KUKI）共演:加山由衣、三上翔子、平井まりあ、松沢はな、月咲舞、麻生輪、滝沢あや、大城ありす
- ネット流出（12月8日 ネットでQ）
- 美少女4時間10人斬り 「未公開作品」（12月18日 アイエナジー）他9名出演

2004年
- 桃尻学園白書 微熱SEX（4月30日、KUKI）共演:滝沢あや、加山由衣、平井まりあ、松沢はな、マリア・サラ、麻生輪、月咲舞、大城ありす